# Media Broadcast

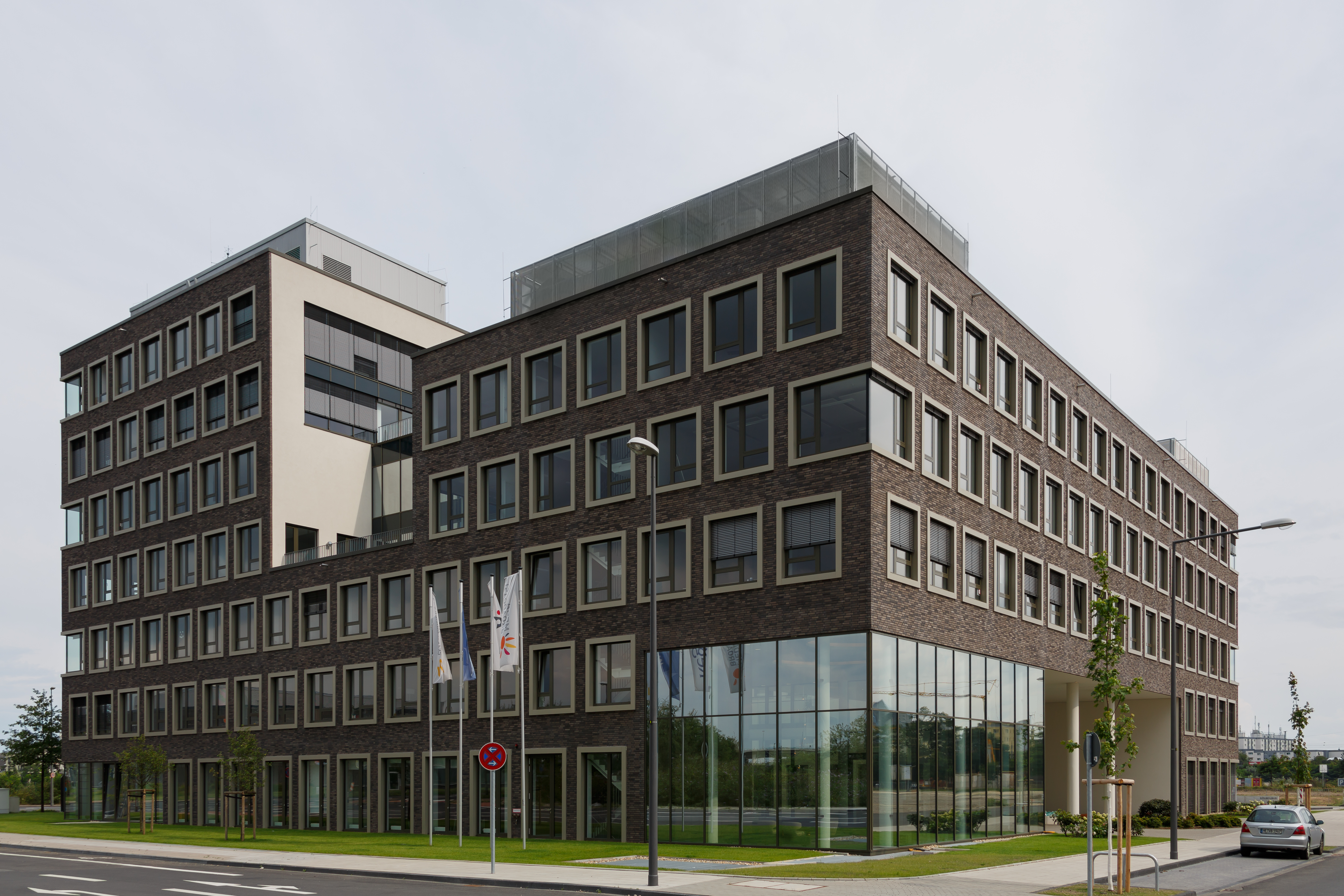
Sitz von Media Broadcast im KölnCubus in Köln-Deutz

Media Broadcast mit Sitz in Köln ist Teil der Freenet-Gruppe und Deutschlands größter bundesweiter Service-Provider der Rundfunk- und Medienbranche. Das Unternehmen projektiert, errichtet und betreibt multimediale Übertragungsplattformen für TV und Hörfunk auf Basis moderner Sender-, Leitungs- und Satellitennetzwerke. Media Broadcast ist Marktführer bei DAB+ und bei DVB-T2 HD, vermarktet die Plattform Freenet TV und ist am bundesweiten DAB+-Plattformbetreiber Antenne Deutschland beteiligt. Darüber hinaus vernetzt das Unternehmen Rundfunkanbieter mit seinem hochverfügbaren Glasfaser-Netzwerk und realisiert Produktionen und Übertragungen von Live-Events für TV-Sender und Unternehmen.

## Geschichte
Die Ursprünge des Unternehmens reichen bis in das Jahr 1919 zurück, als der Staat das Postministerium zur Zentralbehörde für das Fernmeldewesen erklärte. So betrieb die Deutsche Reichspost mit Beginn des Rundfunks 1923 alle Rundfunksendeanlagen im Deutschen Reich. Nach dem Zweiten Weltkrieg gründeten die westlichen Besatzungsmächte staatlich unabhängige Rundfunkanstalten, die ihre Sendeanlagen bis heute größtenteils selbst betreiben. 1960 stellte sich mit der geplanten Einführung eines zweiten Fernsehprogramms (ZDF) und eines bundesweiten Hörfunkprogramms (Deutschlandfunk) die Frage, wer für deren Ausstrahlung zuständig ist. Im 1. Rundfunk-Urteil stellte das Bundesverfassungsgericht fest, dass allein der Staat für das Fernmeldewesen und damit auch für Rundfunksendeanlagen zuständig ist. Die Deutsche Bundespost betrieb dementsprechend alle seit 1961 errichteten Sender, auch die der ab 1964 eingerichteten dritten Fernsehprogramme der Landesrundfunkanstalten.
Neben Sendern für das ZDF, die dritten Programme, den Deutschlandfunk und die Deutsche Welle übernahm die Bundespost an einzelnen Standorten auch den Senderbetrieb für die Soldatensender AFN und BFBS. Mitte der 1980er Jahre begann der Aufbau von terrestrischen Netzen für die neu entstandenen privaten Hörfunk- und Fernsehveranstalter. Mit der Wiedervereinigung gingen die Sendeanlagen der DDR an die Deutsche Bundespost über. In den neuen Bundesländern übernahm sie den Senderbetrieb für den MDR (Sachsen, Sachsen-Anhalt, Thüringen), den ORB (Brandenburg) und den NDR (Mecklenburg-Vorpommern).
Auch die Stimme Russlands nutzte Sendeeinrichtungen wie Sender Zehlendorf oder Sender Burg von Media Broadcast. Seit dem Start von DAB+ im August 2011 betreibt Media Broadcast den einzigen bundesweiten DAB-Block (auch sogenannter Bundesmux).
Mit der Privatisierung der Deutschen Bundespost gingen diese Aufgaben 1995 auf die Deutsche Telekom als deren Rechtsnachfolgerin über. Ab 2001 gehörte die Rundfunksparte zur Tochtergesellschaft T-Systems, wo sie als eigener Geschäftsbereich Media&Broadcast geführt wurde. In Vorbereitung eines Verkaufs wurde dieser im Juni 2007 in die T-Systems Media&Broadcast GmbH (M&B) ausgegliedert. Im Januar 2008 wurde die M&B mit dem französischen Sendernetzbetreiber Télédiffusion de France (TDF) zusammengelegt; seit Februar 2008 firmiert sie als Media Broadcast GmbH. Im April 2015 trennten die Aktionäre von TDF, ein Konsortium von Finanzinvestoren unter der Führung von Texas Pacific Group (TPG), Media Broadcast vom bisherigen Eigentümer TDF wegen fehlendem Interesse am Geschäft in Deutschland ab, mit der Absicht, Media Broadcast zu verkaufen.
Im März 2016 wurde bekannt, dass Freenet beabsichtigte, die Media-Broadcast-Gruppe ohne den Bereich Satelliten für 295 Millionen Euro von dem Konsortium um TPG zu übernehmen.
Ab Januar 2016 erhielt die Media Broadcast mit Uplink Network erstmals einen Wettbewerber im Markt für den Betrieb von UKW-Sendern, nachdem die Bundesnetzagentur eine Regulierungsverfügung gegen das Unternehmen erlassen hat.
Im Januar 2018 verkaufte Media Broadcast ihre etwa 1000 UKW-Antennen außer an einige Marktteilnehmer hauptsächlich an die fünf Unternehmen Aeos Infrastruktur GmbH (Guido Fiebes), Solingen, Baum Broadcast GmbH (Ute Baum), Idar-Oberstein, Deutsche UKW Infrastruktur- und Vermarktungs GmbH (Axel C. Krieger), Bad Kreuznach, KIO Vermögensverwaltungs GmbH (Martin Pickert), München und MILACO GmbH (Axel Sartingen), Köln.

## Dienstleistungen

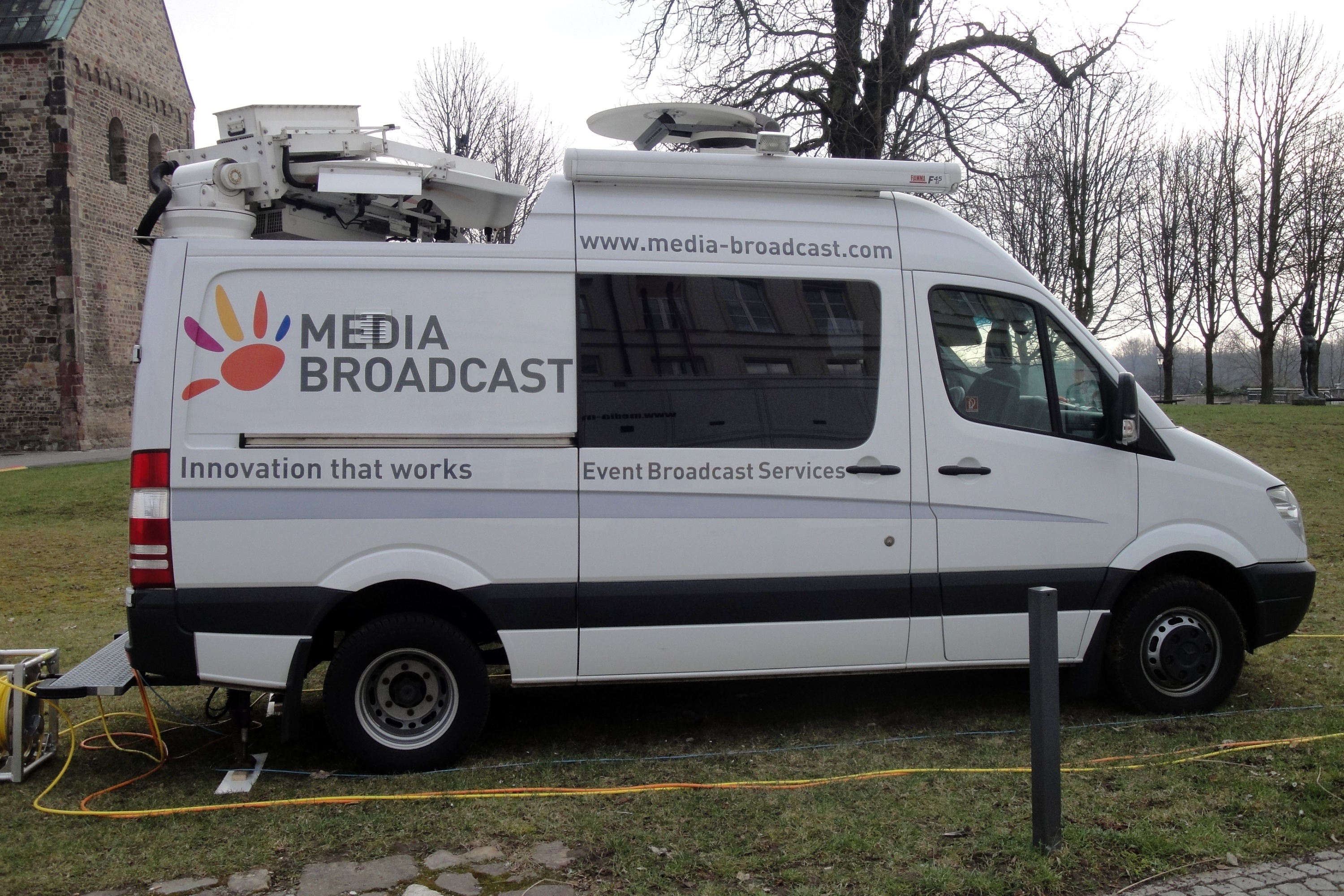
SNG-Fahrzeug von Media Broadcast (2011)

Die Media Broadcast ist in folgenden Bereichen tätig:
- Radio- und Fernsehsender (analog und digital) sowie andere Sendeanlagen
- Zuführungs- und Verteilnetze für Fernseh- und Hörfunksignale
- Außenübertragungen
- Firmenlösungen (audiovisuelle Systemlösungen für Unternehmenskommunikation, Digital Signage)
- Dienstleister in verschiedenen Netzebenen für die drei in Deutschland tätigen Kabelnetzbetreiber
- Betrieb der Sendeanlagen in Mainflingen für den zivilen Langwellenfunk, insbesondere die Verbreitung des Zeitzeichens DCF77

In Deutschland und Österreich war Media Broadcast mit dem technischen Sendebetrieb für DVB-H beauftragt. Der Sendebetrieb in Österreich wurde Ende 2010 eingestellt.

## Produkte
Seit Februar 2013 bot Media Broadcast in Deutschland mit der multithek zusätzlich ein Produkt an, das sich nicht nur an Geschäftskunden, sondern in erster Linie an TV-Zuschauer wandt. Das kostenlose Angebot verknüpfte Internet mit herkömmlichem TV und ermöglichte direkten Zugriff auf eine Vielzahl von Sendern, Mediatheken und Zusatzdiensten. Zudem betreibt Media Broadcast die kostenpflichtige DVB-T2-Plattform freenet TV mit deren Hilfe die werbefinanzierten deutschen Privatsender in HD kostenpflichtig via DVB-T2 vermarktet werden.

## Kennzahlen
Media Broadcast betreut rund 850 nationale und 110 internationale Kunden. Dazu zählen sämtliche öffentlich-rechtlichen und viele private Programmanbieter in Deutschland.
Es werden 180 DVB-T-Sender, 80 DAB-Sender sowie 40 Lang-, Mittel- und Kurzwellen-Sender betrieben. Außerdem verfügt Media Broadcast über 48 Transponder auf fünf Satelliten.

## Sendeanlagen
Zur Ausstrahlung von Radio- und Fernsehprogrammen nutzt Media Broadcast überwiegend Sendetürme und -masten der Deutschen Funkturm GmbH, aber auch Anlagen von Bayerischem, Hessischem, Norddeutschem, Saarländischem, Südwest- und Westdeutschem Rundfunk. Für den Kurzwellenrundfunk betreibt das Unternehmen den eigenen Senderstandort Nauen sowie für den Satelliten-Uplink die Erdfunkstelle Usingen.

## Kontroversen
Als Anbieter für Rundfunkdienste gab es wiederholt Differenzen mit Kunden und anderen Marktteilnehmern durch die beträchtliche Marktmacht des Unternehmens. Insbesondere die Finanzierung des bundesweiten DAB+-Ausbaus führt wiederholt zu Streitigkeiten mit den beteiligten Radioveranstaltern.
Auch die Liberalisierung des UKW-Marktes erzeugt harte Auseinandersetzungen, bis hin zu Einstweiligen Verfügungen gegen die Media Broadcast.
Diese wiederum drohte im Gegenzug mit der Einstellung des UKW-Sendegeschäfts. Im Oktober 2015 erklärten die Geschäftsführer von alster radio in einem offenen Brief, dass ihr Sender existenziell bedroht sei, da sich die Verbreitungskosten fast verdreifachen würden. Grund dafür sei eine möglicherweise missbräuchliche Preisstellung durch die Deutsche Funkturm und die Media Broadcast.
Im April 2016 wurde durch die Bundesnetzagentur ein Verfahren gegen die Media Broadcast wegen missbräuchlichen Verhaltens eines Unternehmens mit beträchtlicher Marktmacht eröffnet. In einer Meinungsdebatte im August 2016 wurden von Branchenkennern seitens der Bundesnetzagentur "Sanktionen" gegen die Media Broadcast gefordert, ihre Leistungen als "nicht transparent" bezeichnet und von "Auseinandersetzungen" bei denen "sogar die Gerichte eingeschaltet werden" berichtet.
Ein Eilantrag der Media Broadcast gegen die Regulierung durch die Bundesnetzagentur mit der Forderung nach einer rückwirkend geltenden Preiserhöhung für die UKW-Verbreitung scheiterte im August 2016 vor dem Verwaltungsgericht Köln.
Im Februar 2017 kündigte die Media Broadcast an, sich aus dem UKW-Geschäft zurückzuziehen. Die Entscheidung erfolgte aufgrund der Ablehnung der beantragten Preisgestaltung durch die Bundesnetzagentur. Der sich anschließende Verkauf von deutschlandweit ca. 1000 UKW-Antennen führte zu einer Eskalation, die den Betrieb der UKW-Sender in Deutschland (u. a. auch des Mitteldeutschen Rundfunks) gefährdete, da – so der Vorwurf von Wettbewerbern – die Regulierung der Bundesnetzagentur umgangen werden solle.
Im April 2018 drohte der Geschäftsführer der Media Broadcast Wolfgang Breuer, weite Teile der deutschen UKW-Versorgung abzuschalten. Dies führte zu einem starken Medienecho mit Kritik von verschiedenen Seiten, u. a. auch dem DGB. Dazu kam der Vorwurf, "die zum großen Teil noch aus Zeiten der Bundespost stammende UKW-Infrastruktur zum reinen Spekulationsobjekt gemacht" zu haben, und es wurde festgehalten, "private und öffentlich-rechtliche Radioveranstalter, sowie ihre Dienstleister werden erpresst".